# Albert Sorel

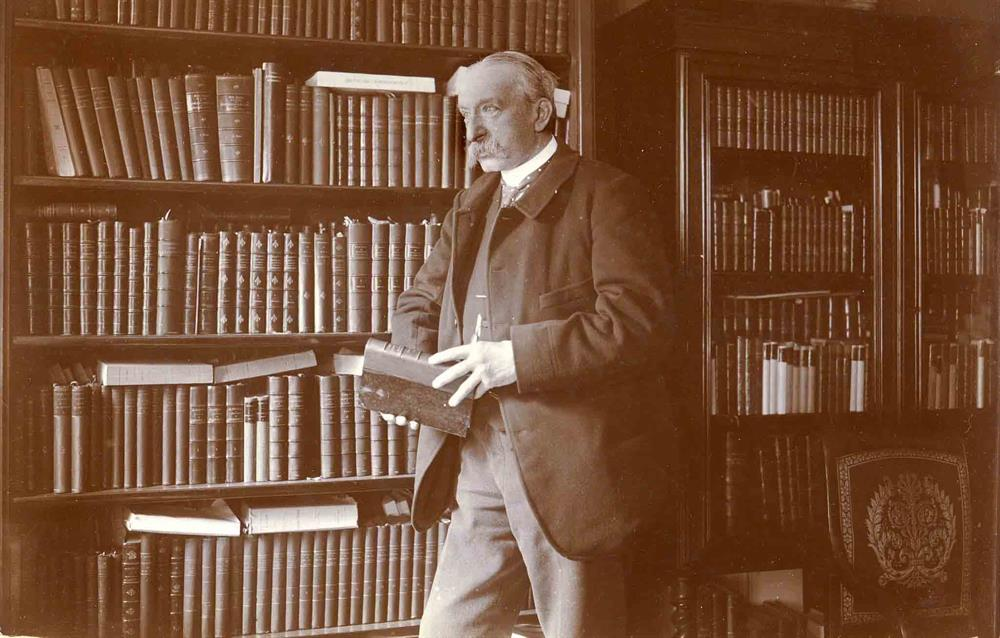
Albert Sorel

Albert Sorel (* 13. August 1842 in Honfleur, Calvados; † 29. Juni 1906 in Paris) war ein französischer Schriftsteller und nationalistischer Historiker.
Er wurde 1866 im Auswärtigen Ministerium angestellt, begleitete 1870 die Regierung nach Tours und Bordeaux, wurde 1872 Professor der diplomatischen Geschichte in Paris und 1876 Generalsekretär des Präsidiums des Senats und der Militärschule Saint-Cyr (1898). Er war Mitglied der Académie Française seit 1894 und der Académie des sciences morales et politiques. 1889 wurde er als korrespondierendes Mitglied in die Bayerische Akademie der Wissenschaften aufgenommen. 1901 wurde er zum korrespondierenden Mitglied der Göttinger Akademie der Wissenschaften gewählt. 1902 wurde er als korrespondierendes Mitglied in die Russische Akademie der Wissenschaften aufgenommen.
Als Historiker beschrieb er die Entwicklung seines Landes, das er als la France généreuse ansah. Trotz der politisch überspitzten Nationalisierung, der auch Sorel unterlag, benannte er nüchtern politische Fehlentwicklungen in der französischen Außenpolitik des 19. Jahrhunderts.
Die letzten Bände von L’Europe et la Révolution française lieferten die wissenschaftliche Untermauerung zu der für Frankreichs damalige Weltstellung unerlässlichen These, dass Frankreich niemals der Angreifer gewesen sei, auch nicht unter Napoleon. Durch Sorel wird auch die Selbstverständlichkeit verewigt, mit der man in Frankreich zuweilen die Rückschläge, die Napoleon erlitten hat und in deren Verlauf Paris zweimal von den Armeen der so oft angegriffenen Staaten besetzt wurde, als „Invasion“, als den „Überfall feindlicher Horden“ und als ein schreckliches Unrecht bezeichnet.
Ebenso festigt er die Anschauung, dass es für fremde Länder ein unverdienter Glücksumstand sei, wenn sie unter französische Herrschaft gerieten. Tolstoi hat sich in seinem großen Roman Krieg und Frieden oft darüber lustig gemacht.
Sorel sei „der glänzendste und geistvollste“ französische Historiker des 19. Jahrhunderts gewesen, schrieb Martin Spahn in seinem Nachruf.

## Werke
Außer vielen Artikeln in der Revue des Deux Mondes und anderen Zeitschriften schrieb er die Romane La grande falaise (1872) und Le Docteur Egra (1873) sowie die historischen Werke:
- Le traité de Paris du 20 nov. 1815 (1873);
- Histoire diplomatique de la guerre franco-allemande (1875, 2 Bde.);
- Laquestion d’Orient au XVIII. siècle (1878);
- Essais d’histoire et de critique (1882);
- L’Europe et la Révolution française (1885–1904, 8 Bde. + Supplement);
- Montesquieu (1887)

und in Gemeinschaft mit Funck-Brentano:
- Précis du droit des gens (2. Aufl. 1887).